# Строна (Новара)
Строна је насеље у Италији у округу Новара, региону Пијемонт.
Према процени из 2011. у насељу је живело 24 становника. Насеље се налази на надморској висини од 270 м.